# ペルオキソ二硫酸カリウム
ペルオキソ二硫酸カリウム（ぺるおきそにりゅうさんかりうむ、Potassium persulfate）は、化学式K2S2O8で表されるカリウムの過硫酸塩である。
硫酸カリウムもしくは硫酸水素カリウムの水溶液を陽極酸化して得られる。
{\displaystyle {\ce {2KHSO4 -> {K2S2O8}+ H2}}}
酸化剤、重合促進剤として用いられる。また、JIS K 0102において全窒素・全リン分析に用いる試薬として規定されている。